# Transsubstanciació
La transsubstanciació és un concepte de la teologia catòlica que afirma que les espècies de l'eucaristia, el pa i el vi, prenen la substància del cos i la sang de Crist, respectivament. D'aquesta manera, els catòlics, quan combreguen, no prenen pa i vi, sinó, literalment, el cos i la sang de Crist. Aquesta opinió s'oposa a altres grups que veuen el pa el vi només com un símbol. Va ser una font de discussions bizantines difícilment comprensibles en l'actualitat.
La transsubstanciació, tal com es va definir al Concili de Trento (1545-1563), és part de la doctrina de l'Església catòlica i s'oposa a la noció de consubstanciació, doctrina luterana segons la qual el cos i la sang de Crist coexisteixen en i amb el pa i el vi, que guarden la seva substància. El mot transsubstanciació va ser utilitzat per primera vegada per l'Església catòlica el 1215, al concili del Laterà IV. El dogma va ser confirmat pel concili de Trento, de la manera següent : 
| «                      | Si algú digués que, durant el santíssim sagrament de l'eucaristia, la substància del pa i del vi roman amb la del cos i la sang de nostre Senyor Jesucrist, i negués aquest canvi admirable i únic de tota la substància del pa en cos seu i de tota la substància del vi en sang seva, tot i que romanguin pa i vi en aparença, canvi que l'Església catòlica anomena de manera molt apropiada "transsubstanciació", que sigui anatema. | » |
| — (Sessió 13, Canon 2) | |   |

L'Església Ortodoxa comparteix la mateixa doctrina sobre la presència real de Crist en l'eucaristia, tot i que no utilitzen la paraula transsubstanciació. A Anglaterra, en un Test Act els funcionaris públics havien de signar una declaració en la qual rebutjaven la idea de la transsubstanciació. El refús del dogma de la transsubstanciació era un motiu de persecució i d'execució de persones considerades com herètics. Les esglésies evangèliques refusen la idea de la transsubstanciació. Certs teòlegs van posar la qüestió de la permanència –o no– de la substància al moment de sortir de l'aparell digestiu.